# Драфт НБА 1980 года
Драфт НБА 1980 года состоялся 10 июня 1980 года в Нью-Йорке и стал 34-м ежегодным драфтом Национальной баскетбольной ассоциации. В этом драфте, который прошёл перед началом сезона 1980/1981, 23 команды НБА по очереди выбирали баскетболистов-любителей из США и других подходящих игроков, в том числе из других стран. Первые два выбора драфта принадлежали командам, которые финишировали последними в каждой конференции в предыдущем сезоне, порядок выбора определялся подбрасыванием монеты. «Бостон Селтикс», выменявший выбор в первом раунде драфта у «Детройт Пистонс», выиграл жеребьёвку и получил право выбирать первым, а «Юта Джаз» - второй. Перед драфтом «Селтикс» обменяли свой выбор в «Голден Стэйт Уорриорз». Остальные драфт-пики первого и последующих раундов были определены командам в обратном порядке их показателям побед-поражений в предыдущем сезоне. Новая команда лиги, «Даллас Маверикс», впервые приняла участие в драфте НБА и получила одиннадцатый выбор в каждом раунде. Игрок, окончивший четыре курса колледжа, автоматически получал право выставить свою кандидатуру на драфт. Перед драфтом пять студентов не окончивших колледж выставили свои кандидатуры. Драфт состоял из 10 раундов, включающих отбор 214 игроков.
«Голден Стэйт Уорриорз» выбрал под первым номером Джо Бэрри Кэрролла из Университета Пердью. Под вторым номером «Юта Джаз» выбрала Даррелла Гриффита из Университета Луисвилла, который выиграл приз Новичок года в своём первом сезоне в НБА. Кевин МакХейл из Университета Миннесоты был выбран под третьим номером «Бостон Селтикс». МакХейл провёл всю свою 13-летнюю карьеру в «Селтикс» и выиграл три чемпионата НБА, а также две подряд награды Лучший шестой игрок года, был выбран в Первую сборную всех звёзд, принял участие в семи Матчах всех звёзд и шесть раз выбирался в Сборную лучших защитников. За его достижения он был введён в Зал славы баскетбола и попал в список 50 величайших игроков в истории НБА, объявленном в 50-ю годовщину лиги в 1996 году. Кэрролл, МакХейл, Эндрю Тони (8-й номер драфта), Кики Вандевеге (№ 11) и Джефф Руленд (№ 25) - единственные игроки из этого драфта, которые были выбраны для участия в Матче всех звёзд.
Девять участников этого драфта продолжили тренерскую карьеру в НБА. Кевин МакХейл был временным главным тренером «Миннесота Тимбервулвз» в 2005 году и в сезоне 2008/2009, а затем работал главным тренером «Хьюстон Рокетс» в течение четырёх с половиной сезонов. Майк Вудсон (№ 12) тренировал «Атланта Хокс» в течение шести сезонов. Ларри Дрю (№ 17) работал помощником Вудсона, прежде чем он был назначен на должность главного тренера в 2010 году. Билл Хэнзлик (№ 20) тренировал «Денвер Наггетс» в сезоне 1997/1998, став худшим тренером-новичком в истории НБА, с разницей побед-поражений 11–71. Бутч Картер (№ 37) тренировал «Торонто Рэпторс» в течение двух с половиной сезонов. Терри Стоттс (№ 38) тренировал «Атланта Хокс» и «Милуоки Бакс» в течение двух сезонов и в настоящее время (сезон 2018/2019) является главным тренером «Портленд Трэйл Блэйзерс». Курт Рэмбис (№ 58), игравший девять лет за «Лос-Анджелес Лейкерс», в 1999 году исполнял обязанности главного тренера команды. После семи лет работы помощником тренера «Лейкерс» Рэмбис получил свою первую постоянную должность главного тренера в «Миннесота Тимбервулвз» в 2009 году. Два других игрока, Кики Вандевеге и Кенни Натт, менее одного сезона были исполняющими обязанности главных тренеров. Позже Вудсон стал первым в истории НБА главным тренером команды, которая выбрала его на драфте, когда вступил в должность главного тренера «Нью-Йорк Никс» на временной основе в марте 2012 года.

## Драфт

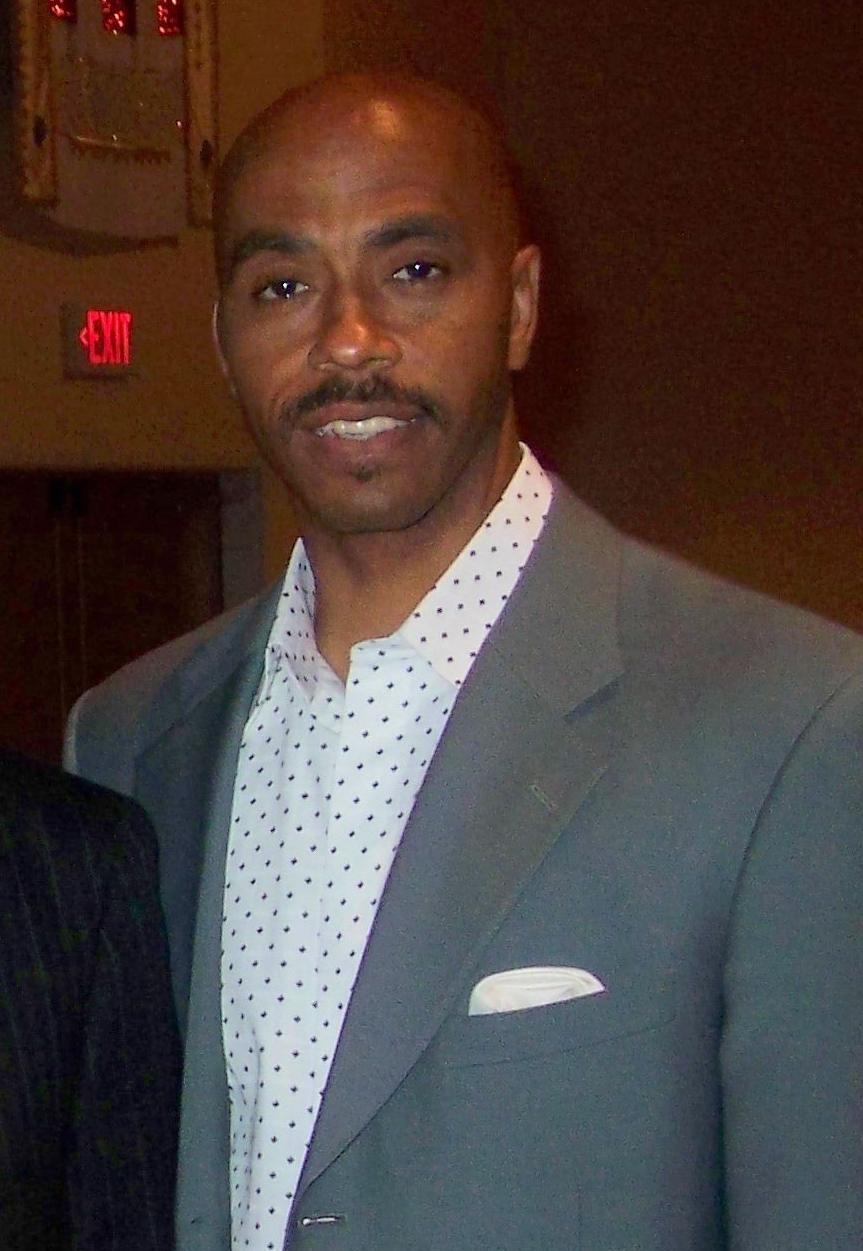
Даррелл Гриффит - 2-й номер драфта.

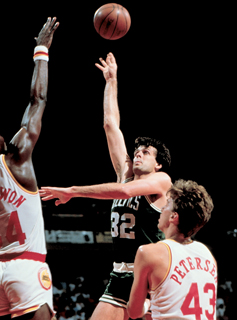
Кевин МакХейл - 3-й номер драфта.

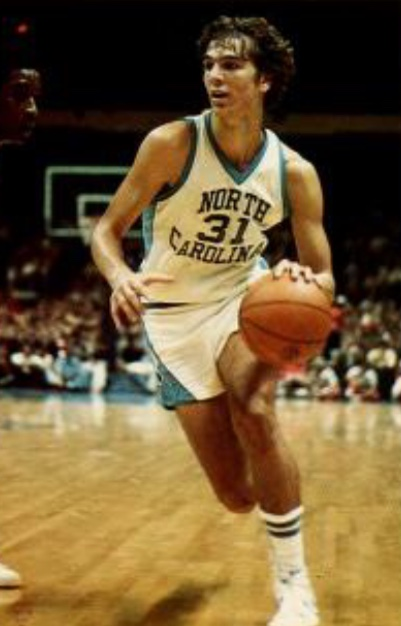
Майк О’Корен - 6-й номер драфта.

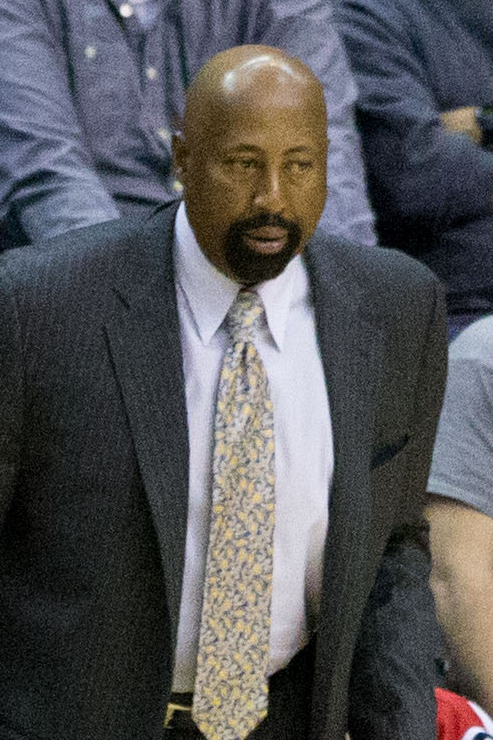
Майк Вудсон - 12-й номер драфта.

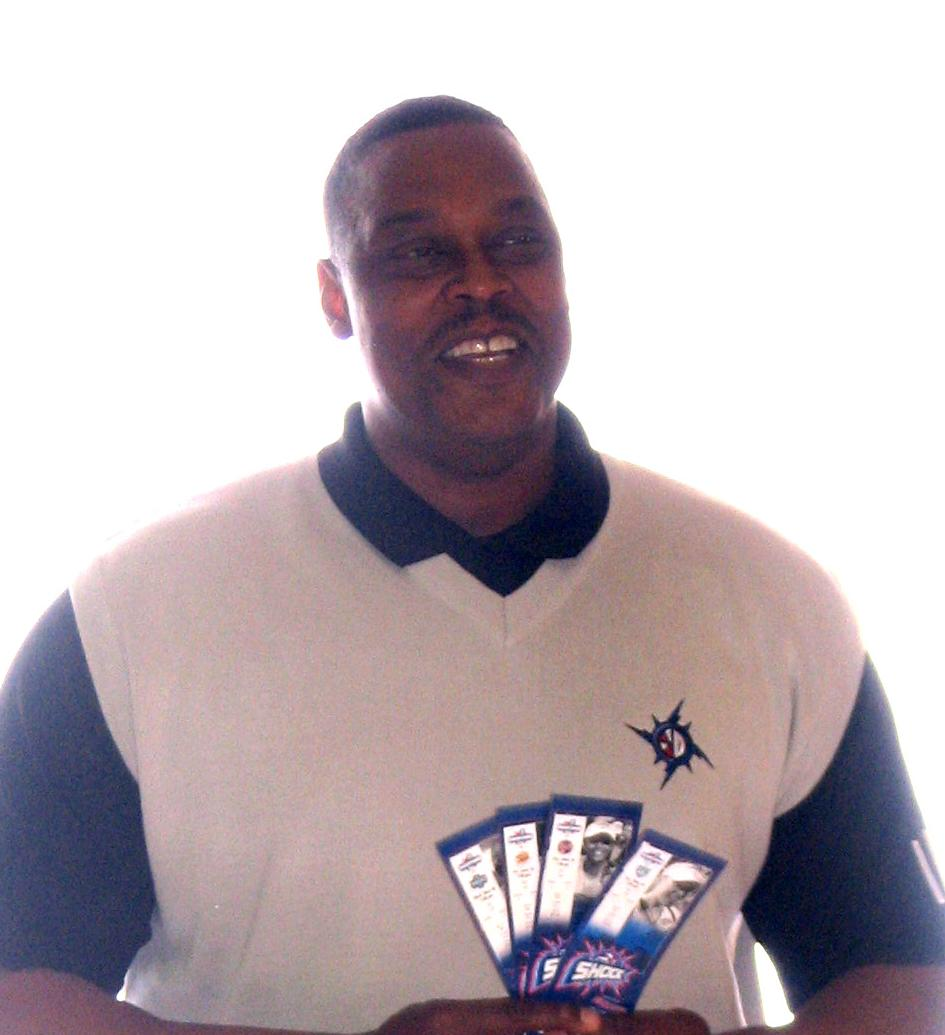
Рик Махорн - 35-й номер драфта.

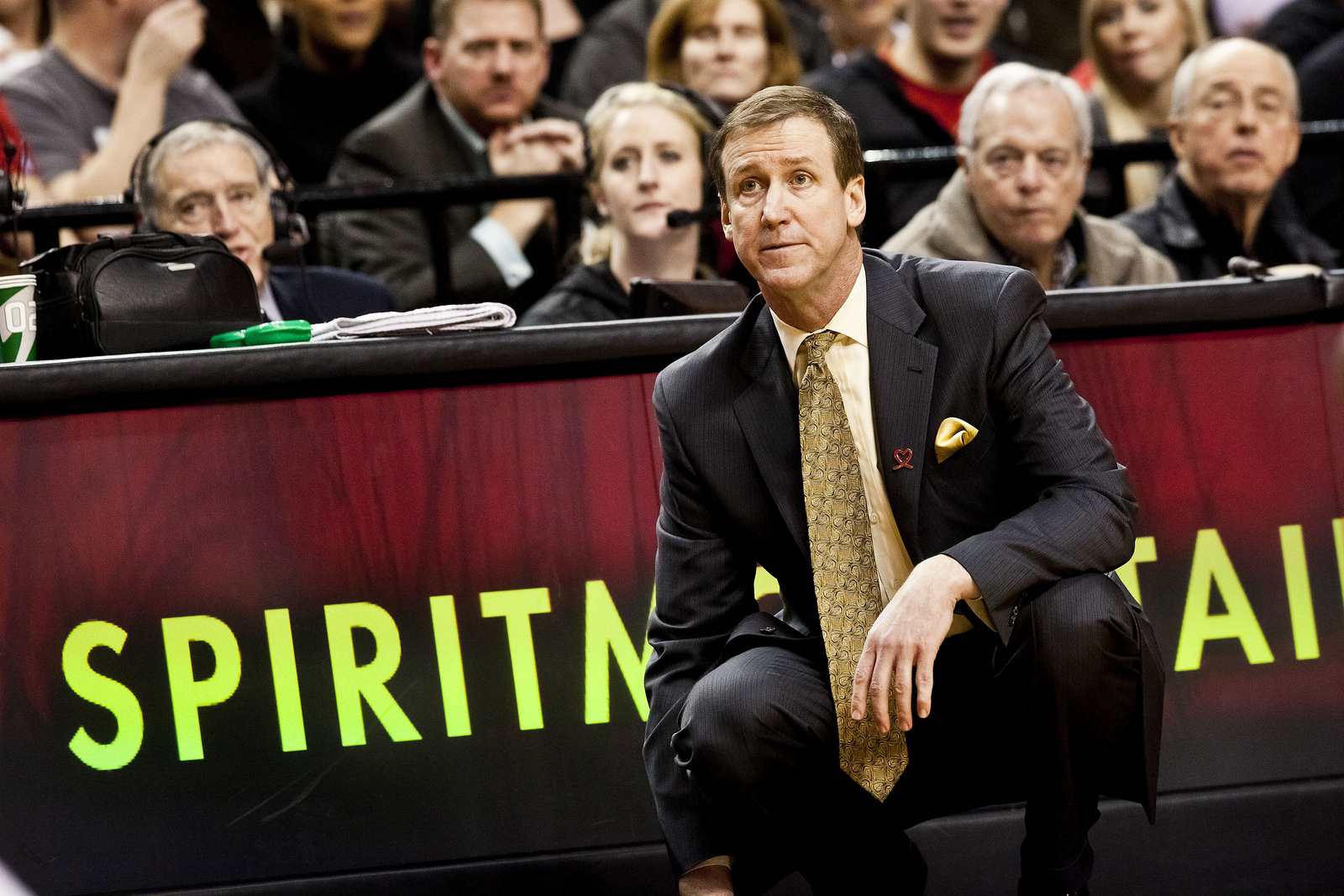
Терри Стоттс - 38-й номер драфта.

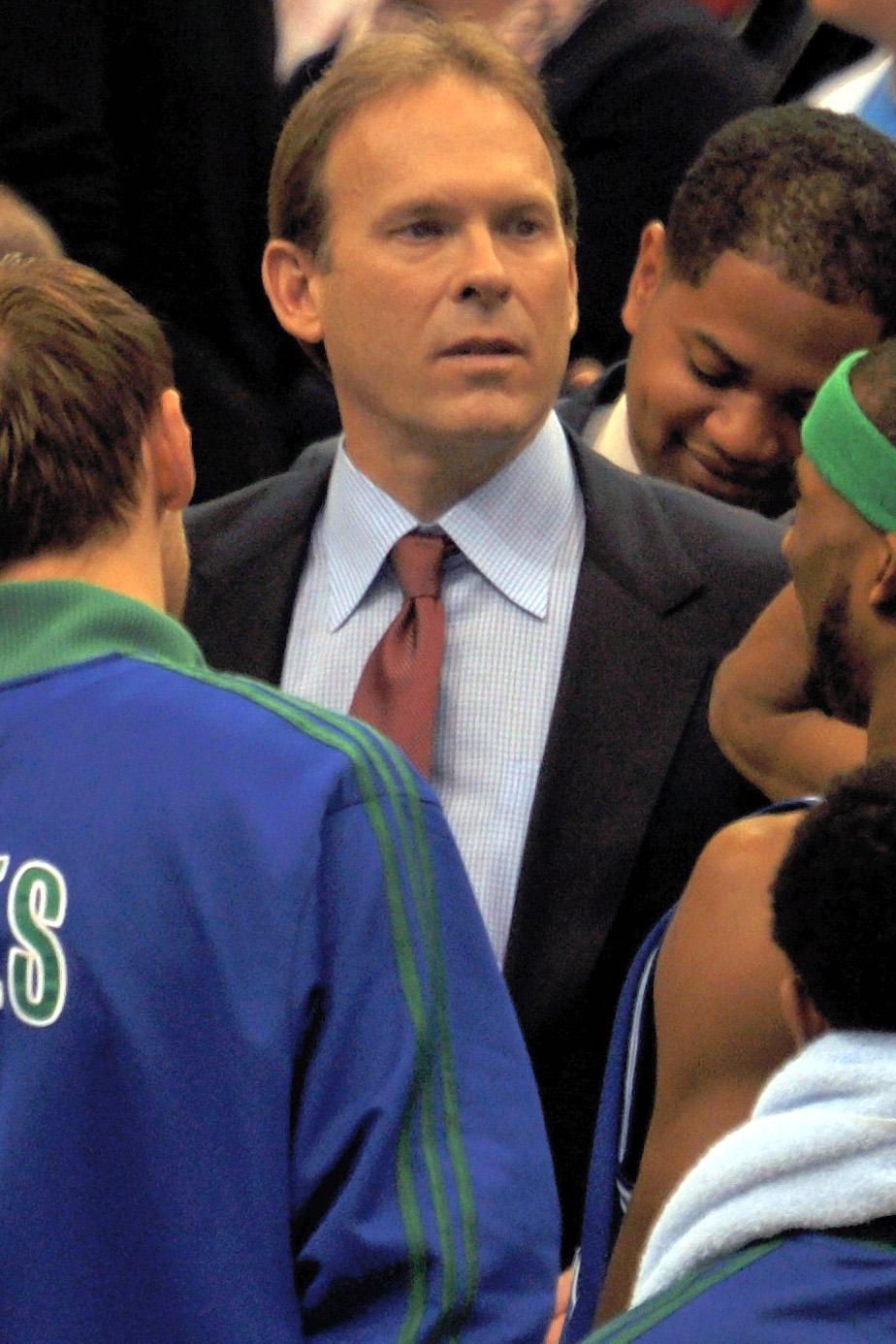
Курт Рэмбис - 58-й номер драфта.

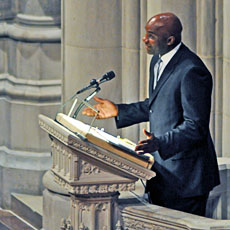
Рори Спэрроу - 75-й номер драфта.

| З | Защитник | Ф | Форвард | Ц | Центровой |

|  | Выделены игроки, выбранные в Зал славы баскетбола                   |
|  | Выделены участники Матча всех звёзд и игроки сборной всех звёзд НБА |
|  | Выделены участники Матча всех звёзд                                 |
|  | Выделены игроки сборной всех звёзд                                  |
|  | Выделены игроки, не игравшие в НБА                                  |

| Раунд | № драфта | Игрок             | Позиция | Национальность | Команда НБА                                                  | Университет/Колледж                  |
| ----- | -------- | ----------------- | ------- | -------------- | ------------------------------------------------------------ | ------------------------------------ |
| 1     | 1        | Джо Бэрри Кэрролл | Ф/Ц     | США            | Голден Стэйт Уорриорз (из Детройта через Бостон)             | Пердью (4-й курс)                    |
| 1     | 2        | Даррелл Гриффит   | З       | США            | Юта Джаз                                                     | Луисвилл (4-й курс)                  |
| 1     | 3        | Кевин МакХейл     | Ф/Ц     | США            | Бостон Селтикс (из Голден Стэйт)                             | Миннесота (4-й курс)                 |
| 1     | 4        | Келвин Рэнси      | З       | США            | Чикаго Буллз (обменян в Портленд)                            | Огайо Стэйт (4-й курс)               |
| 1     | 5        | Джеймс Рэй        | Ф       | США            | Денвер Наггетс                                               | Джексонвилл (4-й курс)               |
| 1     | 6        | Майк О’Корен      | З/Ф     | США            | Нью-Джерси Нетс                                              | Северная Каролина (4-й курс)         |
| 1     | 7        | Майк Гмински      | Ц       | США            | Нью-Джерси Нетс (из Сан-Диего через Портленд)                | Дьюк (4-й курс)                      |
| 1     | 8        | Эндрю Тони        | З       | США            | Филадельфия 76 (из Индианы)                                  | Юго-Западная Луизиана (4-й курс)     |
| 1     | 9        | Майкл Брукс       | Ф       | США            | Сан-Диего Клипперс (из Кливленда)                            | Ла Саль (4-й курс)                   |
| 1     | 10       | Ронни Лестер      | З       | США            | Портленд Трэйл Блэйзерс (обменян в Чикаго)                   | Айова (4-й курс)                     |
| 1     | 11       | Кики Вандевеге    | Ф       | США            | Даллас Маверикс                                              | УКЛА (4-й курс)                      |
| 1     | 12       | Майк Вудсон       | З/Ф     | США            | Нью-Йорк Никс                                                | Индиана (4-й курс)                   |
| 1     | 13       | Рики Браун        | Ф/Ц     | США            | Голден Стэйт Уорриорз (из Вашингтона через Детройт и Бостон) | Миссисипи Стэйт (4-й курс)           |
| 1     | 14       | Уэс Мэттьюз       | З       | США            | Вашингтон Буллетс (из Хьюстона)                              | Висконсин (3-й курс)                 |
| 1     | 15       | Реджи Джонсон     | Ф/Ц     | США            | Сан-Антонио Спёрс                                            | Теннесси (4-й курс)                  |
| 1     | 16       | Чарльз Уитни      | З/Ф     | США            | Канзас-Сити Кингз                                            | Северная Каролина Стэйт (4-й курс)   |
| 1     | 17       | Ларри Дрю         | З       | США            | Детройт Пистонс (из Милуоки)                                 | Миссури (4-й курс)                   |
| 1     | 18       | Дон Коллинз       | З/Ф     | США            | Атланта Хокс                                                 | Вашингтон Стэйт (4-й курс)           |
| 1     | 19       | Джон Дюрен        | З       | США            | Юта Джаз (из Финикса)                                        | Джорджтаун (4-й курс)                |
| 1     | 20       | Билл Хэнзлик      | З/Ф     | США            | Сиэтл Суперсоникс                                            | Нотр-Дам (4-й курс)                  |
| 1     | 21       | Монти Дэвис       | Ф       | США            | Филадельфия 76                                               | Теннесси Стэйт (4-й курс)            |
| 1     | 22       | Чад Кинч          | З       | США            | Кливленд Кавальерс (из Лос-Анджелеса)                        | УСВ Шарлотт (4-й курс)               |
| 1     | 23       | Карл Никс         | З       | США            | Денвер Наггетс (из Бостона через Индиану)                    | Индиана Стэйт (4-й курс)             |
| 2     | 24       | Ларри Смит        | Ф/Ц     | США            | Голден Стэйт Уорриорз (из Детройта)                          | Алкорн Стэйт (4-й курс)              |
| 2     | 25       | Джефф Руленд      | Ф/Ц     | США            | Голден Стэйт Уорриорз (обменян в Вашингтон)                  | Айона (3-й курс)                     |
| 2     | 26       | Сэм Уортен        | Ф       | США            | Чикаго Буллз (из Юты через Лос-Анджелес)                     | Маркетт (4-й курс)                   |
| 2     | 27       | Джон Страуд       | Ф       | США            | Хьюстон Рокетс (из Денвера через Нью-Джерси)                 | Миссисипи (4-й курс)                 |
| 2     | 28       | Крейг Шелтон      | Ф       | США            | Атланта Хокс (из Чикаго)                                     | Джорджтаун (4-й курс)                |
| 2     | 29       | Луис Орр          | Ф       | США            | Индиана Пэйсерс (из Нью-Джерси)                              | Сиракьюс (4-й курс)                  |
| 2     | 30       | Кенни Натт        | З       | США            | Индиана Пэйсерс (из Сан-Диего)                               | Северо-Восточная Луизиана (4-й курс) |
| 2     | 31       | Уэйн Робинсон     | Ф       | США            | Лос-Анджелес Лейкерс (из Кливленда)                          | Виргиния Тех (4-й курс)              |
| 2     | 32       | Дэвид Лоуренс     | Ф       | США            | Портленд Трэйл Блэйзерс (из Индианы)                         | МакНис Стэйт (4-й курс)              |
| 2     | 33       | Брюс Коллинз      | З/Ф     | США            | Портленд Трэйл Блэйзерс                                      | Уэбер Стэйт (4-й курс)               |
| 2     | 34       | Рузвельт Буи      | Ц       | США            | Даллас Маверикс                                              | Сиракьюс (4-й курс)                  |
| 2     | 35       | Рик Махорн        | Ф/Ц     | США            | Вашингтон Буллетс                                            | Хэмптон (4-й курс)                   |
| 2     | 36       | ДеУэйн Скейлз     | Ф       | США            | Нью-Йорк Никс                                                | ЛСЮ (3-й курс)                       |
| 2     | 37       | Бутч Картер       | З       | США            | Лос-Анджелес Лейкерс (из Сан-Антонио)                        | Индиана (4-й курс)                   |
| 2     | 38       | Терри Стоттс      | Ф       | США            | Хьюстон Рокетс                                               | Оклахома (4-й курс)                  |
| 2     | 39       | Майкл Уайли       | Ф       | США            | Сан-Антонио Спёрс (из Канзас-Сити)                           | Лонг-Бич Стэйт (4-й курс)            |
| 2     | 40       | Дик Миллер        | Ф       | США            | Индиана Пэйсерс (из Милуоки через Канзас-Сити)               | Толедо (4-й курс)                    |
| 2     | 41       | Джаванн Олдэм     | Ц       | США            | Денвер Наггетс (из Атланты через Юту)                        | Сиэтл (4-й курс)                     |
| 2     | 42       | Кимберли Белтон   | Ф       | США            | Финикс Санз                                                  | Стэнфорд (4-й курс)                  |
| 2     | 43       | Билли Уильямс     | З       | США            | Хьюстон Рокетс (из Сиэтла)                                   | Клемсон (4-й курс)                   |
| 2     | 44       | Клайд Остин       | З       | США            | Филадельфия 76                                               | Северная Каролина Стэйт (4-й курс)   |
| 2     | 45       | Брэд Брэнсон      | Ф/Ц     | США            | Детройт Пистонс (из Лос-Анджелеса)                           | ЮМУ (4-й курс)                       |
| 2     | 46       | Арнетт Холлмен    | Ф       | США            | Бостон Селтикс                                               | Пердью (4-й курс)                    |
| 3     | 47       | Курт Нимфиус      | Ф/Ц     | США            | Денвер Наггетс (из Детройта)                                 | Аризона Стэйт (4-й курс)             |
| 3     | 50       | Джеймс Уилкс      | Ф       | США            | Чикаго Буллз                                                 | УКЛА (4-й курс)                      |
| 3     | 58       | Курт Рэмбис       | Ф       | США            | Нью-Йорк Никс                                                | Санта-Клара (4-й курс)               |
| 4     | 70       | Дарвин Кук        | З       | США            | Детройт Пистонс                                              | Портленд (4-й курс)                  |
| 4     | 75       | Рори Спэрроу      | З       | США            | Нью-Джерси Нетс                                              | Вилланова (4-й курс)                 |
| 7     | 141      | Лоренцо Ромар     | З       | США            | Голден Стэйт Уорриорз                                        | Вашингтон (4-й курс)                 |
| 8     | 169      | Кларенс Киа       | Ф       | США            | Даллас Маверикс                                              | Ламар (4-й курс)                     |

## Сделки с участием драфт-пиков

### Сделки до драфта
1. 1 2  «Портленд Трэйл Блэйзерс» приобрёл у «Чикаго Буллз» права на 4-го номера драфта Келвина Рэнси и выбор первого раунда 1981 года в обмен на 10-й номер драфта Ронни Лестера и выбор первого раунда 1981 года.[26]
2. ↑  «Вашингтон Буллетс» приобрёл у «Голден Стэйт Уорриорз» права на 25-го номера драфта Джеффа Руленда в обмен на выбор второго раунда 1981 года.

### Сделки в день драфта
1. 1 2 3  9 июня 1980 года «Голден Стэйт Уорриорз» приобрёл у «Бостон Селтикс» 1-й и 13-й номера драфта в обмен на Роберта Пэриша и 3-й номер драфта.[21][22] Ранее, 6 сентября 1979 года, «Селтикс» приобрели два выбора первого раунда у «Детройт Пистонс» в обмен на Боба МакАду. Эта сделка была организована в качестве компенсации, когда «Селтикс» подписали Эм-Эл Карра 24 июля 1979 года.[23][24] Ранее, 12 июля 1979 года, «Пистонс» приобрели выбор первого раунда 1980 и 1982 годов у «Вашингтон Буллетс» в качестве компенсации за подписание Кевина Портера в качестве свободного агента.[25] «Уорриорз» использовали драфт-пики, чтобы выбрать Джо Бэрри Кэрролла и Рики Брауна. «Селтикс» использовал драфт-пик, чтобы выбрать Кевина МакХейла.
2. ↑  8 февраля 1980 года «Нью-Джерси Нетс» приобрёл у «Портленд Трэйл Блэйзерс» Мориса Лукаса выборы в первом раунде 1980 и 1981 годов в обмен на Келвина Нэтта.[27] Ранее, 13 мая 1979 года, «Трэйл Блэйзерс» приобрели у «Сан-Диего Клипперс» Кермита Вашингтона, Кевина Куннерта и драфт-пик в качестве компенсации за подписание Билла Уолтона в качестве свободного агента.[28] «Нетс» использовали драфт-пик, чтобы выбрать Майка Гмински.
3. ↑  2 ноября 1976 года «Филадельфия 76» приобрела у «Индиана Пэйсерс» выбор в первом раунде в обмен на Мела Беннетта.[29] «76-е» использовали драфт-пик, чтобы выбрать Эндрю Тони.
4. ↑  21 сентября 1979 года «Сан-Диего Клипперс» приобрёл у «Кливленд Кавальерс» выбор в первом раунде в обмен на Рэнди Смита.[30] «Клипперс» использовал драфт-пик, чтобы выбрать Майкла Брукса.
5. ↑  16 июля 1979 года «Вашингтон Буллетс» приобрёл у «Хьюстон Рокетс» выбор в первом раунде в качестве компенсации за подписание Тома Хендерсона в качестве свободного агента.[31] «Буллетс» использовали драфт-пик, чтобы выбрать Уэса Мэттьюза.
6. ↑  4 февраля 1980 года «Детройт Пистонс» приобрёл у «Милуоки Бакс» Кента Бенсона и выбор в первом раунде в обмен на Боба Ленье.[32] «Пистонс» использовали драфт-пик, чтобы выбрать Ларри Дрю.
7. ↑  12 января 1979 года «Юта Джаз» приобрела у «Финикс Санз» Марти Бирнса, Рона Ли и выборы первого раунда 1979 и 1980 годов в обмен на Трака Робинсона.[33] «Джаз» использовал драфт-пик, чтобы выбрать Джона Дюрена.
8. ↑  15 февраля 1980 года «Кливленд Кавальерс» приобрёл у «Лос-Анджелес Лейкерс» Дона Форда и выбор первого раунда 1980 года в обмен на Бутча Ли и выбор первого раунда 1982 года.[34] «Кавальерс» использовали драфт-пик, чтобы выбрать Чада Кинча.
9. ↑  1 февраля 1980 года «Денвер Наггетс» приобрёл у «Индиана Пэйсерс» Алекса Инглиша и выбор первого раунда в обмен на Джорджа МакГинниса.[35] Ранее, 19 июля 1978 года, «Пэйсерс» приобрели драфт-пик у «Бостон Селтикс» в обмен на Эрла Тейтума.[36] «Наггетс» использовали драфт-пик, чтобы выбрать Карла Никса.
10. ↑  9 октября 1978 года «Голден Стэйт Уорриорз» приобрёл у «Детройт Пистонс» выбор второго раунда в обмен на Рики Грина.[37] «Уорриорз» использовали драфт-пик, чтобы выбрать Ларри Смита.
11. ↑  9 октября 1978 года «Чикаго Буллз» приобрёл у «Лос-Анджелес Лейкерс» Оливера Мака, выборы второго раунда 1980 и 1981 годов в обмен на Марка Ландсбергера.[38] Ранее, 5 августа 1976 года, «Лейкерс» приобрели у «Юта Джаз» выборы первого раунда 1977, 1978 и 1979 годов и выбор второго раунда 1980 года в обмен на выбор первого раунда 1978 года и выбор второго раунда 1977 года. Эта сделка была организована в качестве компенсации, когда «Джаз» подписали Гейла Гудрича 19 июля 1976 года.[39] «Буллз» использовали драфт-пик, чтобы выбрать Сэма Уортена.

## Комментарии
1. ↑  Указывается сборная, за которую выступает игрок или его национальность. Если игрок не выступал на международном уровне, то указывается сборная, которую игрок имеет право представлять в соответствии с правилами ФИБА.
2. ↑  Университет Луизианы в Лафайете до 1999 года назывался Университетом Юго-Западной Луизианы.
3. ↑  Университет Луизианы в Монро назывался Университетом Северо-Восточной Луизианы до 1999 года.